# Vințu de Jos (gmina)
Vințu de Jos – gmina w Rumunii, w okręgu Alba. Obejmuje miejscowości Câmpu Goblii, Ciocașu, Crișeni, Dealu Ferului, Gura Cuțului, Hațegana, Inuri, Laz, Mătăcina, Mereteu, Pârău lui Mihai, Poienița, Stăuini, Valea Goblii, Valea lui Mihai, Valea Vințului, Vințu de Jos i Vurpăr. W 2011 roku liczyła 4801 mieszkańców. 